# Gran Premi d'Àustria de Motocròs 500cc
|  | Per a altres significats, vegeu «Gran Premi d'Àustria de Motocròs». |

El Gran Premi d'Àustria de Motocròs en la cilindrada de 500cc (en alemany, Großer Preis von Österreich Moto-Cross 500 ccm), abreujat GP d'Àustria de 500cc, fou una prova internacional de motocròs que es va celebrar anualment a Àustria entre el 1958 i el 2003, és a dir, des de la segona edició fins al final del Campionat del Món d'aquesta cilindrada (el 2004, la històrica categoria de 500cc fou reconvertida a la ja desapareguda MX3). Àustria ja organitzava un Gran Premi de 250cc a Sittendorf des de la temporada anterior a l'estrena d'aquest, i els dos primers anys (1958 i 1959) ambdues cilindrades convisqueren al mateix Gran Premi en aquell circuit. No fou fins a la quarta edició del de 250cc, el 1965, que ambdós esdeveniments se separaren i passaren a celebrar-se en circuits i dates separats.
Des del començament fins al 1995, el Gran Premi d'Àustria de 500cc se celebrà gairebé sempre al seu emplaçament original, Sittendorf, tret de dues edicions esparses a Schwanenstadt. D'ençà del 1996, la prova s'establí en aquest darrer indret fins que el 2000 tornà a canviar de lloc definitivament, passant a fer-se al circuit de Karntenring fins al final de la seva història.

## Edicions
| Població      | Districte              | Estat         | Data usual     | De   | A    | Edicions |
| ------------- | ---------------------- | ------------- | -------------- | ---- | ---- | -------- |
| Sittendorf    | Mödling                | Baixa Àustria | A l'abril      | 1958 | 1995 | 34       |
| Schwanenstadt | Vöcklabruck            | Alta Àustria  | A l'abril-maig | 1984 | 2000 | 6        |
| Karntenring   | Sankt Veit an der Glan | Caríntia      | Al juny        | 2001 | 2003 | 3        |
| Total         | 3                      |               |                |      |      | 43       |

Notes
1. ↑  Nucli de Wienerwald.
2. ↑  Circuit proper a Mölbling.

## Palmarès
Font:
| Edició  | Any  | Lloc          | Data              | Guanyador        | Guanyador         |
| ------- | ---- | ------------- | ----------------- | ---------------- | ----------------- |
| I       | 1958 | Sittendorf    | 19-20 d'abril     | Hubert Scaillet  | FN                |
| II      | 1959 | Sittendorf    | 11-12 d'abril     | Sten Lundin      | Monark            |
| III     | 1960 | Sittendorf    | 23-24 d'abril     | Rolf Tibblin     | Husqvarna         |
| IV      | 1961 | Sittendorf    | 29-30 d'abril     | Sten Lundin      | Lito              |
| V       | 1962 | Sittendorf    | 14-15 d'abril     | Rolf Tibblin     | Husqvarna         |
| VI      | 1963 | Sittendorf    | 20-21 d'abril     | Sten Lundin      | Lito              |
| VII     | 1964 | Sittendorf    | 25-26 d'abril     | Rolf Tibblin     | Hedlund           |
| VIII    | 1965 | Sittendorf    | 3-4 d'abril       | Sten Lundin      | Matchless Métisse |
| IX      | 1966 | Sittendorf    | 23-24 d'abril     | Paul Friedrichs  | ČZ                |
| X       | 1967 | Sittendorf    | 15-16 d'abril     | Gunnar Draugs    | ČZ                |
| XI      | 1968 | Sittendorf    | 20-21 d'abril     | Bengt Åberg      | Husqvarna         |
| XII     | 1969 | Sittendorf    | 19-20 d'abril     | Bengt Åberg      | Husqvarna         |
| XIII    | 1970 | Sittendorf    | 18-19 d'abril     | Bengt Åberg      | Husqvarna         |
| XIV     | 1971 | Sittendorf    | 24-25 d'abril     | Paul Friedrichs  | ČZ                |
| XV      | 1972 | Sittendorf    | 22-23 d'abril     | Roger De Coster  | Suzuki            |
| XVI     | 1973 | Sittendorf    | 14-15 d'abril     | Jiří Stodůlka    | ČZ                |
| XVII    | 1974 | Sittendorf    | 20-21 d'abril     | Heikki Mikkola   | Husqvarna         |
|         | 1975 | No es disputà | No es disputà     | No es disputà    | No es disputà     |
| XVIII   | 1976 | Sittendorf    | 8-9 de maig       | Roger De Coster  | Suzuki            |
| XIX     | 1977 | Sittendorf    | 16-17 d'abril     | Roger De Coster  | Suzuki            |
| XX      | 1978 | Sittendorf    | 15-16 d'abril     | Brad Lackey      | Honda             |
| XXI     | 1979 | Sittendorf    | 21-22 d'abril     | Graham Noyce     | Honda             |
| XXII    | 1980 | Sittendorf    | 19-20 d'abril     | Brad Lackey      | Kawasaki          |
| XXIII   | 1981 | Sittendorf    | 4-5 d'abril       | André Malherbe   | Honda             |
| XXIV    | 1982 | Sittendorf    | 22-23 de maig     | Brad Lackey      | Suzuki            |
| XXV     | 1983 | Sittendorf    | 23-24 d'abril     | Håkan Carlqvist  | Yamaha            |
|         |      |               |                   |                  |                   |
| XXVI    | 1984 | Schwanenstadt | 14-15 d'abril     | Georges Jobé     | Kawasaki          |
|         |      |               |                   |                  |                   |
| XXVII   | 1985 | Sittendorf    | 13-14 d'abril     | André Malherbe   | Honda             |
| XXVIII  | 1986 | Sittendorf    | 19-20 d'abril     | André Malherbe   | Honda             |
| XXIX    | 1987 | Sittendorf    | 25-26 d'abril     | Dave Thorpe      | Honda             |
| XXX     | 1988 | Sittendorf    | 16-17 d'abril     | Dave Thorpe      | Honda             |
|         |      |               |                   |                  |                   |
| XXXI    | 1989 | Schwanenstadt | 22-23 d'abril     | Dave Thorpe      | Honda             |
|         |      |               |                   |                  |                   |
| XXXII   | 1990 | Sittendorf    | 5-6 de maig       | Dave Thorpe      | Kawasaki          |
|         | 1991 | No es disputà | No es disputà     | No es disputà    | No es disputà     |
| XXXIII  | 1992 | Sittendorf    | 9-10 de maig      | Franco Rossi     | KTM               |
| XXXIV   | 1993 | Sittendorf    | 8-9 de maig       | Johan Boonen     | Kawasaki          |
| XXXV    | 1994 | Sittendorf    | 24-25 d'abril     | Joël Smets       | Vertemati         |
| XXXVI   | 1995 | Sittendorf    | 22-23 d'abril     | Jacky Martens    | Husqvarna         |
|         |      |               |                   |                  |                   |
| XXXVII  | 1996 | Schwanenstadt | 20-21 d'abril     | Darryl King      | Honda             |
|         | 1997 | No es disputà | No es disputà     | No es disputà    | No es disputà     |
| XXXVIII | 1998 | Schwanenstadt | 25-26 d'abril     | Bernd Eckenbach  | Husqvarna         |
| XXXIX   | 1999 | Schwanenstadt | 1-2 de maig       | Andrea Bartolini | Yamaha            |
| XL      | 2000 | Schwanenstadt | 13-14 de maig     | Peter Johansson  | KTM               |
|         |      |               |                   |                  |                   |
| XLI     | 2001 | Karntenring   | 22-23 de setembre | Joël Smets       | KTM               |
| XLII    | 2002 | Karntenring   | 8-9 de juny       | Stefan Everts    | Yamaha            |
| XLIII   | 2003 | Karntenring   | 21-22 de juny     | Joël Smets       | KTM               |

Notes
1. ↑  Del 1958 al 1959, el GP d'Àustria de 500cc, celebrat a Sittendorf, ho fou alhora de 250cc i puntuà per a la Copa d'Europa de la cilindrada. Aquesta taula reflecteix només els resultats de la categoria de 500cc/650cc.
2. ↑  Del 2001 al 2003, el GP d'Àustria ho fou alhora de 125, 250 i 500cc, tot i que aquest darrer any els 500cc es conegueren com a Motocross GP i els 500cc com a 650cc. Aquesta taula reflecteix només els resultats de la categoria de 500cc/650cc.
3. ↑  El 2003, els 500cc es conegueren com a 650cc.

## Estadístiques
S'han considerat tots els resultats compresos entre el 1958 i el 2003.

### Guanyadors múltiples
| Pilot           | Victòries |
| --------------- | --------- |
| Sten Lundin     | 4         |
| Dave Thorpe     | 4         |
| Rolf Tibblin    | 3         |
| Paul Friedrichs | 3         |
| Bengt Åberg     | 3         |
| Roger De Coster | 3         |
| André Malherbe  | 3         |
| Brad Lackey     | 3         |
| Joël Smets      | 3         |

### Victòries per país
| País           | Victòries |
| -------------- | --------- |
| Bèlgica        | 14        |
| Suècia         | 12        |
| Regne Unit     | 5         |
| RDA            | 3         |
| Estats Units   | 3         |
| Itàlia         | 2         |
| Txecoslovàquia | 1         |
| Unió Soviètica | 1         |
| Finlàndia      | 1         |
| Nova Zelanda   | 1         |
| Total          | 43        |

### Victòries per marca
| Marca             | Victòries |
| ----------------- | --------- |
| Honda             | 9         |
| Husqvarna         | 8         |
| Kawasaki          | 4         |
| Suzuki            | 4         |
| KTM               | 4         |
| ČZ                | 4         |
| Yamaha            | 3         |
| Lito              | 2         |
| Monark            | 1         |
| Hedlund           | 1         |
| Vertemati         | 1         |
| Matchless Métisse | 1         |
| FN                | 1         |
| Total             | 43        |